# Stretto di Čonhar
Lo Stretto di Čonhar (in ucraino Чонгарська протока?, Čongars'ka protoka; in russo Чонгарский пролив?, Čongarskij proliv; in tataro di Crimea Çonğar boğazı) è il braccio di mare che separa la costa meridionale dell'Ucraina a nord dalla costa settentrionale della penisola di Crimea a sud; lo stretto, in particolare, si sviluppa in mezzo tra la penisola di Čonhar a nord e la penisola di Tup-Dzhankoi a sud. Lo stretto mette in comunicazione la parte orientale e quella centrale del Sivaš, la vasta laguna salmastra che separa la Crimea dalle coste meridionali dell'Ucraina.
Attraverso lo stretto si estende il ponte di Čonhar, un viadotto stradale sopra il quale corre l'autostrada M18, parte della Strada europea E105; insieme all'Istmo di Perekop, il ponte costituisce il principale collegamento stradale tra la Crimea e la terraferma ucraina.
Dopo l'annessione russa della Crimea nel 2014, lo stretto divenne parte della linea di confine di fatto tra la Russia e l'Ucraina. A seguito dell'invasione russa dell'Ucraina del 2022, il 22 giugno 2022 le forze ucraine lanciarono un riuscito attacco missilistico contro il ponte di Čonhar, impiegato dalle truppe russe come importante via di rifornimento per le loro operazioni nel sud dell'Ucraina, danneggiandolo gravemente; un secondo riuscito attacco missilistico contro il ponte venne messo a segno dagli ucraini il successivo 6 agosto.